# 鳥養潮
鳥養 潮（とりかい うしお、1952年7月11日 - ）は、日本の現代音楽の作曲家。ヨーロッパのクラシック音楽、日本の伝統音楽・古代音楽、電子音楽といった広い分野での経験に基づいた独特の作曲で知られている。

## 来歴
長野県松本市出身。長野県松本深志高等学校、慶應義塾大学経済学部を卒業。
1979年から自身作曲の公演を開始し、1982年にはパリ・ビエンナーレ（Paris Biennale）に招待された。1986年にはAsian Cultural Council の招聘により渡米し、北米を中心に活動している。
公演は欧米・日本で開催され、開催箇所にはパリ･ポンピドゥーセンター、ニューヨーク・セント・ジョン・ザ・ディヴァイン大聖堂、サンフランシスコ近代美術館、明治神宮が含まれる。
鳥養の作品では、西洋のオーケストラ楽器のみならず、日本の伝統楽器、電子楽器、古代アジアの楽器や、西洋の合唱から日本の仏僧の読経まで含めた様々なオーケストレーションがなされている。
様々な団体から作曲委嘱を受けており、委嘱元にはロサンゼルス市、アンサンブル・モデルン、クロノス・カルテット、NHK、新国立劇場などが含まれる。
リー・ブルウワー（Lee Breuer）らの劇団や、ダンス、マルチメディアなプロジェクトとコラボレーションを行ってきた。
1980年代初頭には、声明や日本の古代音楽の他、古代東アジアで使われた箜篌やアンギュラーハープ（angular harp）を用いた作品を現代音楽シーンにもたらした。
ニューヨーク・タイムズは、鳥養の音楽について、「幅広い音楽的想像力を持ち、壮大で活気があり過激で濃密」であると評している。（“Ms. Torikai has a wide ranging musical imagination….[Her] music was spectacular, exuberant, radical and dense.”）
2001年に日本伝統文化奨励賞を受賞。